# Phạm Phương Thảo (chính khách)
Bà Phạm Phương Thảo (sinh 15 tháng 9 năm 1952), quê tại xã Long Điền Đông, huyện Đông Hải, tỉnh Bạc Liêu, là nguyên Phó Bí thư Thành ủy, nguyên Chủ tịch Hội đồng nhân dân Thành phố Hồ Chí Minh. Bà có bằng Thạc sĩ Khoa học xã hội, trình độ Cao cấp lý luận chính trị và là Đại biểu Hội đồng nhân dân thành phố Hồ Chí Minh khoá II. III, VII, Đại biểu Quốc hội nước Cộng hòa Xã hội chủ nghĩa Việt Nam khoá IX, XI, XII.

## Giáo dục
Bà Phạm Phương Thảo từng học tập tại Trường phổ thông Lý Tự Trọng của Khu ủy Khu Tây Nam bộ.

## Sự nghiệp
- Từ tháng 12/1966 đến tháng 7/1975: Bà tham gia công tác tại Tỉnh Đoàn Sóc Trăng, là Ủy viên Ban chấp hành Tỉnh Đoàn (1971). Ủy viên Ban Thường vụ Tỉnh đoàn (1974). Bà được kết nạp vào Đảng Nhân dân Cách mạng Việt Nam năm 1969.
- Từ tháng 7/1975 đến tháng/năm 1976: Bà là Cán bộ công tác tại Trung ương Đoàn.
- Từ tháng 7/năm 1976 đến tháng 7/1987: Bà chuyển công tác về Thành Đoàn Thành phố Hồ Chí Minh, sau đó Bà được bầu giữ chức Phó Bí thư Thành Đoàn (1977), Quyền Bí thư Thành Đoàn (1983) rồi Bí thư Thành Đoàn (1984).
- Từ tháng 7/1987 đến tháng 12/1994: Bà được điều động về làm Bí thư Trung ương Đoàn, Phó Chủ tịch kiêm Tổng Thư ký Hội Liên hiệp Thanh niên Việt Nam; Ủy viên Đoàn Chủ tịch Uỷ ban Trung ương Mặt trận Tổ quốc Việt Nam khóa III.
- Từ tháng 12/1994 đến tháng 8/1996: Bà giữ chức vụ Phó Trưởng ban Tư tưởng - Văn hóa Thành ủy Thành phố Hồ Chí Minh.
- Từ tháng 8/1996 đến tháng 5/2001: Bà được Hội đồng nhân dân Thành phố bầu giữ chức Phó Chủ tịch Ủy ban nhân dân Thành phố Hồ Chí Minh.
- Từ tháng 5/2001 đến năm tháng 6/2004: Bà là Ủy viên Ban Thường vụ Thành ủy, Trưởng ban Tư tưởng - Văn hóa Thành ủy Thành phố Hồ Chí Minh.
- Từ tháng 6/2004 đến 22/6/2011: Bà là Phó Bí thư Thành ủy, Chủ tịch Hội đồng nhân dân Thành phố Hồ Chí Minh Khóa VII kiêm Trưởng Đoàn Đại biểu Quốc hội Thành phố Hồ Chí Minh khóa XII.

## Ghi nhận
Trong quá trình công tác Bà được tặng thưởng:
- Huân chương Lao động hạng Nhất [3]
- Huân chương Kháng chiến chống Mỹ hạng III
- Huy chương Quyết thắng hạng I
- Huy hiệu 40 năm tuổi Đảng [4]
- Huy chương "Vì thế hệ trẻ",..

## Phát biểu
- "Khi đương chức cũng đâu phải một bước lên xe hơi, tôi vẫn đi bộ, đi xe đạp, xe máy, xe buýt như mọi người bình thường"
- Thành phố Hồ Chí Minh "là nơi thử nghiệm những đề xuất sáng tạo táo bạo, là nơi phát xuất nhiều ý tưởng thăng hoa, thậm chí chưa từng có trong lý thuyết" - tác phẩm Hãy cứ đi về phía Nhân dân
- "Chúng ta phải đảm bảo vừa phát triển, vừa bảo tồn. Cứ phát triển mà không bảo tồn thì Thành phố Hồ Chí Minh sẽ là 'thành phố mất trí nhớ", không có bản sắc" - Phiên họp HDND TP sáng ngày 05/7/2010.
- "Bức xúc nhất hiện nay của người dân Thành phố Hồ Chí Minh là kẹt xe, kẹt xe và… kẹt xe" - tại Chương trình Lắng nghe và trao đổi sáng ngày 04/02/2018 Đồng thời đồng chí đề nghị chính quyền Thành phố Hồ Chí Minh cần chủ động, tập trung hơn nữa trong việc đầu tư cơ sở hạ tầng, phát triển giao thông công cộng, đặc biệt là hệ thống tàu điện ngầm để Thành phố Hồ Chí Minh không bị kẹt xe hơn nữa.
- "Giá trị thành công mà U23 Việt Nam mang lại là giá trị của sự săn lùng năng khiếu thể thao bóng đá, cộng với đào tạo. Người ta đã khổ công săn lùng những năng khiếu bóng đá ở các tỉnh thành và đào tạo. Vì vậy, tôi nghĩ vấn đề đào tạo nguồn nhân lực cho thể thao, văn hóa cần phải được quan tâm đầy đủ" - tọa đàm chủ đề Đào tạo nguồn nhân lực văn học - nghệ thuật ngày 05/02/2018
- "Tôi mong chính quyền TP sẽ luôn luôn lắng nghe người dân, để người dân có nơi có chỗ bày tỏ những ý kiến xây dựng và chân thành của mình."[5]

## Các tác phẩm đã xuất bản (Nhà xuất bản Tổng hợp TP.HCM)
1. Đi qua thời gian - xuất bản tháng 9/2012[6]
2. Kỹ Năng Hoạt động Của Đại biểu Nhân Dân Hỏi & Đáp - xuất bản tháng 11/2013[7]
3. Chuyện ở Phường - xuất bản tháng 10/2014[8]
4. Hãy cứ đi về phía Nhân dân - xuất bản năm 2015[9]
5. Những Người Phụ Nữ Đẹp Mãi Trong Tôi - xuất bản tháng 10/2016[10]
6. Tiếp Bước Người Đi Trước - xuất bản tháng 10/2017[11]
7. Chuyện về ứng xử văn hóa - xuất bản năm 2018[12]